# 검은물잠자리
검은물잠자리(학명: Atrocalopteryx atrata)는 물잠자리과에 속하는 곤충이다.